# Economic Theory
Economic Theory — специализированный экономический журнал; издаётся с 1991 г. В журнале публикуются исследования, посвящённые следующим разделам экономической науки: классической и современной теории равновесия, теории игр, макроэкономике, теории общественного выбора, международной экономике, финансам и банковскому делу, организации промышленности.
Главным редактором журнала является Харламбос Алипрантис (университет Пердью). В редакционный совет входят лауреаты нобелевской премии Э. Прескотт, К. Эрроу, В. Смит.
Периодичность выхода: 7-8 номеров в год.